# Clay Kids
Clay Kids é uma série de desenho animado em stop-motion espanhola criado por Javier Tostado, composta de por enquanto 2 temporada de 52 episódios conta com sete amigos diferentes que são ligados na tecnologia e tudo da atualidade, inclusive tem uma banda de hip-hop. No Brasil, o personagem Flippy, é dublado por Gabriel, o Pensador, por enquanto a série é inédita na TV e estreiou no dia 29 de junho de 2013 com pré-estreia de 2 episódios às 17h30 no Gloob, a estreia oficial era 10 de junho, mas foi adiado uma pré-estreia pra o dia 29 de junho de 2013, um sábado, e a finalmente estreia oficial 5 de julho. Em Portugal, a série já emitiu na RTP2 e no dia 21 de setembro de 2015 no Biggs.

## Personagens

### Principais
Flippy é um encrenqueiro que não gosta de estudar e vai para a escola só porque ele não tem outra escolha. Engana seus pais fazendo-os pensar que ele recebe boas notas. Ele usa a última moda e gosta de pensar em si mesmo como popular, atraente e divertido. Pensa de si mesmo como um rapper. Melhor amigo de Robbie, que ele admira, sempre tentando impressionar, ele vai junto com a maioria dos planos de Robbie, mas muitas vezes tem segundas intenções. Ama skate como Jessi e colabora com Motor em projetos musicais. Ele tem a maioria dos gostos de Naomi em moda e TV, apesar de não admitir isso publicamente. Ele não é bom em raciocínio e é facilmente enganado pelos argumentos dos outros. Ele se junta a Robbie para fazer bullying com Albert, embora nunca pega no pé dele quando Robbie não está por perto.
Robbie está repetindo a série pela terceira vez. Ele é o mais velho da classe, embora academicamente, você não pensaria assim. Inteligente e astuto. Um valentão que tende a abusar descaradamente de seus colegas (embora ele goste de Carol). Ele sempre carrega uma mochila cheia de latas de spray porque ele gosta de graffiti. Particularmente desagradável para Albert. Inveja Motor e Flippy, e gosta de sair com Flippy que muito obviamente serve como seu ajudante.
Naomi é "popular". Seu pai tornou-se recentemente rico e ela é rapidamente levada para seu novo estilo de vida. Ela é materialista e arrogante e julga as pessoas pelo que elas têm. Embora ela parece um anjinho que está sempre disposto a ajudar o próximo, há algo realmente maquiavélico nela. Ela está sempre planejando melhorar sua posição. Ela é viciado em mensagens de texto e raramente levanta os olhos de seu celular (que é sempre o último modelo). Naomi seria muito melhor se sair com uma multidão de idosos, crianças populares que nunca vemos, porque ela está excluída, considera-se a garota mais legal do Clay Kids, e tem que criar desculpas a respeito de porque ela nunca está com seus amigos reais. Mais próxima de Carol, embora ela pensa que é superior à sua melhor amiga. Robbie é um perdedor, Motor é estranho, Albert como um cão de brinquedo. Bom para Jessie em seu rosto, mas nas costas vai dizer que ela é louca. Com Flippy há ódio que eventualmente se transforma em amor.
Carol é muito inteligente e teimosa, dolorosamente consciente de quão cruel e injusto o mundo estar sendo destruido pela ação humana e politica . Ela é uma boa aluna e muito responsável, e também arrumada e exigente com as coisas dela, como resultado, ela não é popular com seus colegas de classe. Amiga íntima de Naomi, mas as mudanças da adolescência significa que eles agora têm pouco em comum. Defende Albert contra os insultos e intimidação de Robbie e Flippy. É atraída por Robbie, mas não vai admitir isso.
Motor é deficiente físico com o lado esquerdo paralisado se movimenta em uma cadeira de rodas motorizada. Parece estar sempre em desacordo com o mundo. Maneiras e etiqueta Não é tão educado, é muitas vezes rude. Tem opiniões radicais e fala das preocupações com Carol, mas é muito mais cínico e niilista do que ela. Quando ele quer fugir de tudo e de todos em torno dele, ele coloca os fones de ouvido e desaparece em sua música. DJ amador entusiasta. Gênio tecnológico com software e hardware. Colabora com Flippy em projetos de hip hop.
Albert é sensível, nada romântico, um pouco lerdo e ama livros. é mais intelectual do que qualquer um dos outros, amante da poesia e da arte. As pessoas tiram sarro dele porque ele é um pouco fraco e bastante excêntrico em seus gostos. Ele é alérgico a várias coisas (ou pelo menos é o que ele pensa) e tem asma então ele nunca vai a lugar nenhum sem a sua bombinha. Ele gosta de ir à aula para ficar longe de sua mãe super-protetora que controla todos os seus movimentos. Facilmente manipulado pelos outros por causa de sua estatura e disposição nervosa. Carol muitas vezes o estimula a auto-confiança. Ele se apaixona facilmente e com frequência. 
Jessi é radical, tem 13 anos e é ingênua. Seus colegas acham que ela é estranha, porque não segue as regras. Ela é bastante excêntrica e algumas pessoas ainda pensam que ela é louca. Ela é uma amiga leal. Não é desagradável, por isso é fácil para ela ser honesta com seus amigos e porque ela é tão natural sobre isso, que ninguém fica ofendido por seus comentários. Se dá bem com todos e ama skate.

### Secundários
Frank é o pai de Carol, o proprietário e gerente do Cyber Cafe. A trinta e poucos anos, que deseja que ele ainda era um adolescente. Gosta de jogos de computador e tenta manter-se com a turma do Clay Kids, constrangendo Carol. Sempre tentando usar gírias adolescentes, mas nunca faz direito.
Srta. Henderson A única professora que veremos. Tem vinte e poucos anos e totalmente fora de sua profundidade em sala de aula, ela é sincera e muito dedicada ao ensino, mas é ignorante quando se trata de manter o controle.
Doutor Ed trabalha na enfermaria da escola, não tem amigos e odeia crianças - mas as crianças às vezes podem convencê-lo a ajudá-los com seus esquemas.
Diretor da escola Blofeld, é fã dos primeiros filmes de James Bond, nunca viram seu rosto, apenas a parte de trás de sua cadeira grande como as crianças olham para ele com terror em sua mesa. Dada a paternalista e brincar com suas vítimas antes de revelar suas intenções malignas.

## Episódios
| 01 | Big Mean Steve          | Steve, O Mega Malvado         |
| Robbie e Flippy criam um plano para explorar a habilidade de skate de Jessie para uso pessoal, mas filmar seus truques é mais difícil do que parece. Quando eles pedem ajuda à Albert tudo vai ainda mais errado. |                         |                               |
| 02 | Boy Band                | Banda de Meninos              |
| Naomi ganha um chat-webcam com o galã JB da música pop no topo das paradas Combinado da Boydance. Quando chega a hora de falar Naomi gagueja e Carol rouba seu lugar, ameaçando a amizade das meninas. |                         |                               |
| 03 | Social Network          | A Rede Social                 |
| Flippy acidentalmente adiciona sua mãe no Facebook, levando a todos adicionando seus pais para ser amigos com seus filhos. Com seus pais vendo-os a turma percebe que eles têm de encontrar um novo espaço social para sair em linha, e acabam criando por si próprios.                                                     |                         |                               |
| 04 | Big In Japan            | Sucesso no Japão              |
| Flippy e Motor gravam uma paródia de uma música de uma dupla adolescente, esperando para irritar os fãs dos cantores. Mas a sua versão torna-se acidentalmente um sucesso, e eles encontram a sua integridade musical comprometida por sua popularidade repentina.                                                          |                         |                               |
| 05 | Grounded                | De castigo                    |
| Naomi está de castigo no quarto sem dispositivos de comunicação, e conta com Carol para mandar mensagens de ida e volta no Facebook para que ela possa acompanhar o que está acontecendo em sua vida social. As coisas ficam ainda mais complicadas quando um menino que ela gosta escolhe esse dia para entrar em contato. |                         |                               |
| 06 | Flying Saucer           | O Disco-Voador                |
| Robbie e Naomi são raptados por extraterrestres curiosos, enquanto no parque, as outras crianças tem que descobrir uma maneira de resgatá-los da nave espacial voando. |                         |                               |
| 07 | Thinking Out Loup       | Pensando Em Voz Alta          |
| Flippy bate a cabeça e ganha o poder de ouvir os pensamentos de todos, o que é divertido por um tempo e resultados em um relacionamento inesperado com Naomi. No entanto, ele logo percebe que sempre ouvir a verdade pode ser desagradável.                                                                                |                         |                               |
| 08 | Wizard School           | Escola de Magia               |
| Robbie e Carol ficam depois da aula, e se deparam com diversos livros antogos de magia. Uma batalha épica de magia começa... |                         |                               |
| 09 | Albert In Love          | Albert Apaixonado             |
| Albert se apaixona por Jessie e vai tentar de tudo para ganhar seu amor, mesmo que isso envolva fingir ser algo que não é. Ele finalmente descobre que não precisa ir tão longe para impressioná-la. |                         |                               |
| 10 | In Your Dreams          | Em Seus Sonhos                |
| Carol precisa da assinatura de Naomi em um abaixo-assinado para salvar a floresta local, mas Naomi odeia árvores. Com a ajuda de Motor, Carol vai dentro dos sonhos de Naomi para tentar manipular seus desejos, dará certo?                                                                                                |                         |                               |
| 11 | Operation Sneeze        | Operação Espirro              |
| Frank, pai de Carol, está com dois problemas - a falta de amigos e um espirro persistente que está cada vez pior. As crianças pensam em uma maneira de resolver ambas as questões, mas o medo ou o médico de Frank impede-os em seus planos.                                                                                |                         |                               |
| 12 | Paparazzi               | Paparazzi                     |
| Naomi cria uma revista de fofocas na escola, revelando detalhes da vida pessoal de seus amigos e envergonhando todos. Os outros pedem para ela parar, mas ela está se divertindo muito, então eles têm que recorrer a táticas melhores.                                                                                     |                         |                               |
| 13 | Console of The Future   | Console do Futuro             |
| Robbie está de olho em um console caro, mas quando chega o seu aniversário, ele recebe um barato. Ele está desapontado, até que ele descobre que o controlador que lhe foi dado tem o poder de controlar outras pessoas. |                         |                               |
| 14 | Trapped In Time         | Presa no Tempo                |
| Naomi fica repetindo o mesmo dia várias vezes, até que ela descobre que sua atitude egoísta é o que a levou a ser preso no tempo.. |                         |                               |
| 15 | Ghost                   | O Fantasma                    |
| Robbie e Flippy caem sobre alguns fogos de artifício que Robbie comprou. Com Robbie coberto de pó branco a partir de uma explosão acidental, e Flippy fingir que ele não existe, Albert está convencido de que Robbie é um fantasma que só ele pode ver.                                                                    |                         |                               |
| 16 | Flippy's Shoes          | Os Sapatos de Flippy          |
| Robbie e Flippy se enfrentam para saber quem é o melhor no basquete e organizam um desafio. Os treinadores do Flippy lhe dão poderes que estão nos sapatos, parece determinado a vencer, até que tudo dá errado. |                         |                               |
| 17 | Hearth Hacked           | Coração Partido               |
| Robbie e Flippy foram mexer com o afetos os sentimentos de um nerd que conheceram online, fingindo ser uma menina para seu divertimento. Mas o nerd é um hacker profissional, e a situação se inverte. |                         |                               |
| 18 | Ms. Henderson Boyfriend | O Namorado da Srta. Henderson |
| Srta. Henderson tem um anamorado, além de não saber quem é o admirador secreto, ela não se foca nas aulas. |                         |                               |
| 19 | The Clone Wardrobe      | O Guarda-Roupa de Clonagem    |
| O Guarda-roupa de Robbie é acidentalmente transformado em uma câmara de clonagem, e ele rapidamente tira proveito de ter um exército de si mesmo. Os novos Robbies, no entanto, têm idéias diferentes sobre quem deve ser responsável.                                                                                      |                         |                               |
| 20 | Zombied                 | Zumbis                        |
| Motor cria um novo jogo de computador cuja dependência ameaça a produtividade de todo o mundo. |                         |                               |
| 21 | Sick                    | O Doente                      |
| Robbie finge ser doente para evitar uma prova, e começa a desfrutar da simpatia que todos lhe mostram ,apesar dos pedidos de Flippy que ele parasse de fingir. |                         |                               |
| 22 | Attention Please        | Atenção, Por Favor            |
| Robbie e Flippy são chamados pelo diretor para brincar, e tornar-se sujeitos de uma nova experiência no controle do comportamento. |                         |                               |
| 23 | Three Versions          | Três Versões                  |
| Albert aparece pendurado na cesta com um abacaxi. Flippy, Robbie e Naomi dão suas versões sobre o que aconteceu para o diretor. |                         |                               |
| 24 | Bugged                  | Incomodado                    |
| Robbie compra uma garrafa de loção pós-barba à base de feuromônio, esperando que ele vá se tornar popular com as garotas em uma festa que ele está planejando ir, mas o cheiro torna popular entre a população local, em vez das garotas.                                                                                   |                         |                               |
| 25 | Flower Power            | O Poder da Flor               |
| Albert come uma flor que lhe dá super poderes, e ele as usa para se vingar das crianças que têm lhe atormentado durante toda a vida. Mas com grandes poderes vem grandes irresponsabilidades... |                         |                               |
| 26 | Embiggenator            | Supercrescernator             |
| Motor cria uma máquina que pode aumentar o tamanho dos objetos, e logo todo mundo quer algo maior, a partir de latas de tinta para televisores para Albert. |                         |                               |

## Ligações Externas
- Clay Kids Oficial (em inglês/espanhol)
- Clay Kids. no IMDb.